# Foreste di latifoglie sempreverdi del bacino del Sichuan
Le foreste di latifoglie sempreverdi del bacino del Sichuan sono un'ecoregione dell'ecozona paleartica, definita dal WWF (codice ecoregione: PA0437), situata nella Cina meridionale). Forma, insieme alle Foreste decidue dei monti Qin Ling e alle Foreste sempreverdi dei monti Daba, la regione denominata foreste temperate della Cina sudoccidentale, inclusa nella lista Global 200.

## Territorio
Costituito da basse colline e pianure alluvionali, il bacino del Sichuan è situato nel punto dove vari fiumi convergono per confluire nel corso medio del fiume Chang Jiang (noto anche come Yangtze o Fiume Azzurro). Nonostante sia cinto da montagne impervie, il bacino del Sichuan è una regione agricola estremamente fertile e produttiva. Il clima è subtropicale con inverni freschi e nuvolosi ed estati molto calde e nebbiose.
Il bacino comprende vaste aree di arenarie rossastre e argilliti viola che hanno dato origine a terreni agricoli molto fertili. Le pianure sono interrotte da basse catene di colline calcaree che raggiungono i 700 m di altezza, e la parte occidentale del bacino del Sichuan è ricoperta dalle alluvioni depositate dai molti fiumi che attraversano il bacino provenendo dalle catene montuose che formano la cimosa orientale dell'altopiano del Tibet. Quando i fiumi raggiungono il bacino, il loro corso rallenta e depositano i sedimenti che trasportano con sé nella pianura.
Le temperature nel bacino del Sichuan sono miti, con estati molto calde (26-29 °C) e inverni freschi (5-8 °C). Le montagne a nord del bacino mitigano il clima invernale bloccando le masse di aria fredda provenienti dall'Asia centrale. In quanto il clima è umido e le montagne circostanti impediscono la circolazione dell'aria, il bacino del Sichuan è soggetto a inversioni di temperatura. Le estati sono spesso nuvolose o molto nebbiose e la nebbia è presente anche per gran parte delle giornate invernali. Un detto locale sostiene che nel Sichuan i cani abbaiano quando appare il sole. In effetti, Chengdu, nella parte occidentale del bacino del Sichuan, ha in media più di 300 giornate nebbiose all'anno.
A causa della loro lunga storia di intenso sfruttamento antropogenico, le pianure del Sichuan ospitano oggi pochissime tracce della copertura vegetale originaria. I dintorni di alcuni templi e montagne sacre come il Leshan o il Dazushan ospitano ancora alcune zone rimaste di foresta, mentre nelle pianure alluvionali vi sono alcune zone umide allo stato più o meno originario dove alcune specie di uccelli migratori trovano sostentamento, i nibbi bruni (Milvus migrans) vanno in cerca di cibo lungo i fiumi e i pipistrelli sono attivi al crepuscolo. Eccettuate queste piccole enclaves semi-selvatiche, la maggior parte delle foreste rimaste si trova lungo le pendici inferiori delle montagne che cingono il bacino del Sichuan, come il monte Emei, che, considerato particolarmente sacro, è stato risparmiato dalla deforestazione nel corso dei secoli.

## Flora
Probabilmente il manto vegetale originario del bacino del Sichuan era costituito da un misto di querce subtropicali (Quercus, Castanopsis), allori (Lauracee) e Schima (Teacee). Diverse specie di alloro sono originarie del bacino; tra i generi più importanti ricordiamo Machilus, Lindera, Litsea e Cinnamomum. È piuttosto difficile conoscere le esatte caratteristiche di queste foreste, poiché sono state abbattute ormai da molti anni. Si ritiene che non fossero dissimili da quelle che crescono in altre regioni meridionali della Cina, come le piante che vengono attualmente coltivate qui.
Sulle pendici disboscate e rimaste incolte, si è sviluppata una boscaglia di Rhododendron, Vaccinium bracteatum e Myrica nana. Luoghi disturbati meno recentemente possono ospitare radi boschetti di pino rosso cinese (Pinus massoniana) o di cipresso del Giappone (Cryptomeria japonica), molti dei quali piantati dall'uomo. Sulle zone calcaree cresce una vegetazione arbustiva e arborea caratteristica, costituita da specie come il noce Platycarya sp., il «pepe del Sichuan» (Zanthoxylum armatum) e le rose Rosa spp.
Tra le specie di piante rare che probabilmente un tempo erano presenti nel bacino del Sichuan e si incontrano tuttora alle altitudini inferiori delle colline pedemontane circostanti, vi sono la felce arborea Cyathea spinulosa, l'albero dei fazzoletti (Davidia involucrata) e la conifera Cathaya argyrophylla. D. involucrata è nota per le grandi brattee, lunghe fino a 30 cm, situate alla base dell'infiorescenza, che danno all'albero in fiore un aspetto molto caratteristico. Taxus wallichiana è un'altra rara conifera che si incontra ai piani inferiori delle colline che circondano il bacino del Sichuan.

## Fauna
Il sacro monte Emei è forse uno dei luoghi migliori per ammirare i resti delle rigogliose foreste subtropicali del bacino del Sichuan e le specie animali ad esse associate. Secondo l'esperto di giardinaggio britannico Roy Lancaster, «Se c'è una montagna in Cina progettata per ospitare una gara di giardinaggio, questa è l'Emei». Il monte Emei ospita inoltre un certo numero di piante e animali endemici o con un areale particolarmente ridotto. Tra questi vi sono piante come la Bergenia emeiensis e la Rosa omeiensis, e il macaco tibetano (Macaca thibetana), una specie di scimmia dalla coda corta e dal pelo più lungo di quello del suo parente più noto e diffuso, il macaco reso.
La liocicla dell'Emei (Liocichla omeiensis) è un uccello dall'areale limitato che vive solamente sul monte Emei e sulle colline boscose limitrofe.

## Conservazione

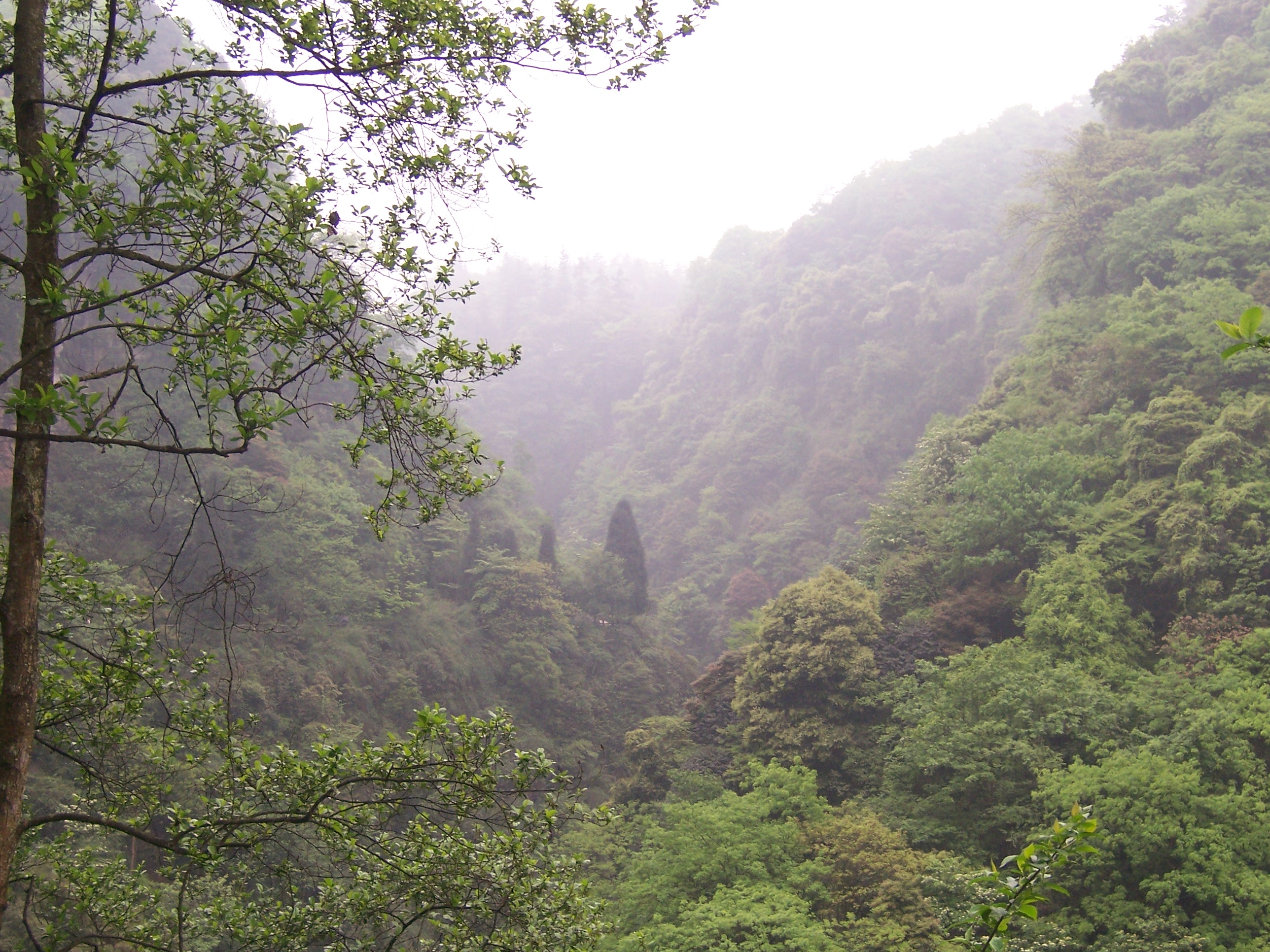
Foresta di latifoglie presso il monte Emei

Il bacino del Sichuan è popolato da più di 5000 anni. Vasti sistemi di irrigazione come quello di Dujiangyan erano già funzionanti più di 2000 anni fa, e oggi il bacino del Sichuan ospita più di 100 milioni di persone su un territorio di 260.000 km², comprese due municipalità, Chengdu e Chongqing, che ospitano ognuna più di 8 milioni di abitanti. La densità demografica della regione, superiore ai 380 abitanti per chilometro quadrato, fa del bacino del Sichuan una delle zone rurali più densamente popolate del mondo.